# ハヤ子サケ道をいく
『ハヤ子サケ道をいく』（ハヤこサケみちをいく）は、玉川重機（当時は玉川敏秀名義）による日本の漫画作品。全2巻。

## あらすじ
お酒大好き！家事手伝い・平山ハヤ子（23）が飛び込んだ酒雑誌編集の道。酒情報誌「ふるえる酔っぱらいの伝説」編集部の個性豊かな面々と働きながら編集者として、また酒飲みとして成長していくハヤ子の物語。

## 各話タイトルと登場する酒
サケ道・1＜きっとディケムになる娘＞
○アイル・オブ・ジュラ（ウイスキー）○田酒（日本酒）○ジム・ビーム（ウイスキー）○シャトーディケム（ワイン）
サケ道・2＜リキッド・ルビー＞
○スペシャル・レッド・アイ（カクテル）○メーカーズ・マーク　ゴールド・トップ（ウイスキー）
サケ道・3＜おサケの色は空の色＞
○ホット・バタード・ラム（カクテル）○シャルトリューズ・ヴェールＶ・Ｅ・Ｐ（リキュール）
サケ道・4＜まばたきのラプソディー＞
○マティーニ（カクテル）
サケ道・5＜電気ブランの夜はふけて＞
○電気ブラン（カクテル）
サケ道・6＜エンジェルス・シェア＞
○ラガヴーリン（ウイスキー）
サケ道・7＜5人の酒[前編]＞
○地酒について
サケ道・8＜5人の酒[後編]＞
○勝駒（日本酒）
サケ道・9＜空いっぱいの願いごと＞
○ギブソン（カクテル）○アンフォール【アンフォラ】（古代ワイン）○ニュイ・サン・ジョルジュ・オーシャンペルドゥ（ワイン）
サケ道・10＜7つの海＞
○7つの海（ブレンテッド・ウイスキー、カクテル）
サケ道・11＜ハッピー・スリープ＞
○おサケは二十歳から
サケ道・12＜竜舌蘭の咲くころに＞
○オルメカ（テキーラ）○プルケ
サケ道・13＜びんの中の星くず＞
○ドン・ペリニョン（シャンパン）
サケ道・14（最終話）＜どこまでもつづく長い道をサケと歩いていく＞
○灰持酒（あくもちざけ）○クリュッグ（シャンパン）
サケ道・0（読切・2巻収録）＜ハヤ子サケ道をいく＞
○梅錦（日本酒）○アブサン（リキュール）

## 登場人物
平山ハヤ子（23）
主人公。家事手伝いをしながら「大好きな酒に関わる仕事」を探していた。あるとき愛読書「ふるえる酔っぱらいの伝説」で編集兼ライターを募集していると知り応募。酒への情熱を買われ働くこととなる。特技は総合格闘技（？）。
平山シゲ夫（48）
ハヤ子の父。ハヤ子を「のんべ」にした張本人。作家。「任侠ミステリー」という新しいジャンルを開拓したことによりそれなりの評価を受けている。妻（ハヤ子の母）とは20年前に死別している。
大原弓枝（おおはらゆみえ）
ハヤ子の先輩の女性編集者。「ふるえる酔っぱらいの伝説」に「リキュール手帳」というコラムを連載している。小説化志望でハヤ子の父のファン。好きな酒はシャルトリューズ・ヴェールＶ・Ｅ・Ｐ。
仲川編集長
「ふるえる酔っぱらいの伝説」編集長。ハヤ子の面接を担当。ハヤ子の酒への情熱を認め採用した。好きな酒はラガヴーリン16年。　
赤今十三郎
酒の怖さも身にしみている古参編集者。大原いわく「酔ペン使い」。
波利村（はりむら）
酒専門のアンティークショップ「つるりん通り」の店主。若いのに「オヤジさん」と呼ばれたがる。マティーニが得意。
室田礼留（むろたれいる）
ハヤ子の初取材に同行した女性カメラマン。日本酒嫌いだったがハヤ子と清都酒造の取材をして日本酒が好きになる。

## 書籍情報
- 玉川敏秀 『ハヤ子サケ道を行く』（講談社アフタヌーンコミックス）全2巻
  1. 1997年6月23日発行[1] ISBN 4-06-314155-1
  2. 1998年3月23日発行[2] ISBN 4-06-314174-8